# Tournoi de tennis de Birmingham
Le tournoi de Birmingham (Midlands de l'Ouest, Angleterre) est un tournoi de tennis professionnel féminin (WTA Tour).
La première édition féminine remonte à 1982, et l'épreuve est depuis organisée chaque année, début juin, sur gazon et en extérieur. Elle voit souvent s'aligner des joueuses spécialistes des surfaces rapides, ou soucieuses de bien se préparer à l'approche de Wimbledon. Avec quatre succès consécutifs (1984 à 1987), Pam Shriver y détient le record de titres en simple.
Un tournoi masculin (ATP World Tour) a également été organisé à deux reprises, en 1978 et en 1991.

## Palmarès dames

### Simple
| No       | Date       | Nom et lieu du tournoi                            | Catégorie                                         | Dotation                                          | Surface                                           | Vainqueure                                        | Finaliste                                         | Score                                             |                                                   |
| -------- | ---------- | ------------------------------------------------- | ------------------------------------------------- | ------------------------------------------------- | ------------------------------------------------- | ------------------------------------------------- | ------------------------------------------------- | ------------------------------------------------- | ------------------------------------------------- |
| 1        | 05-07-1965 | Midland Counties Championships, Birmingham        |                                                   | NC                                                | Gazon (ext.)                                      | Margaret Smith                                    | Virginia Wade                                     | 6-3, 4-6, 7-5                                     | Tableau                                           |
| Ère Open |            |                                                   |                                                   |                                                   |                                                   |                                                   |                                                   |                                                   |                                                   |
| 2        | 07-06-1982 | Edgbaston Cup, Birmingham                         | Series 3                                          | 100 000 $                                         | Gazon (ext.)                                      | Billie Jean King                                  | Rosalyn Fairbank                                  | 6-2, 6-1                                          | Tableau                                           |
| 3        | 06-06-1983 | Edgbaston Cup, Birmingham                         |                                                   | 100 000 $                                         | Gazon (ext.)                                      | Billie Jean King                                  | Alycia Moulton                                    | 6-0, 7-5                                          | Tableau                                           |
| 4        | 11-06-1984 | Edgbaston Cup, Birmingham                         | VS Tour C2                                        | 125 000 $                                         | Gazon (ext.)                                      | Pam Shriver                                       | Anne White                                        | 7-6, 6-3                                          | Tableau                                           |
| 5        | 10-06-1985 | Edgbaston Cup, Birmingham                         |                                                   | 125 000 $                                         | Gazon (ext.)                                      | Pam Shriver                                       | Betsy Nagelsen                                    | 6-1, 6-0                                          | Tableau                                           |
| 6        | 09-06-1986 | Edgbaston Cup, Birmingham                         |                                                   | 125 000 $                                         | Gazon (ext.)                                      | Pam Shriver                                       | Manuela Maleeva                                   | 6-2, 7-6                                          | Tableau                                           |
| 7        | 08-06-1987 | Dow Chemical Classic, Birmingham                  |                                                   | 150 000 $                                         | Gazon (ext.)                                      | Pam Shriver                                       | Larisa Savchenko                                  | 4-6, 6-2, 6-2                                     | Tableau                                           |
| 8        | 06-06-1988 | Dow Chemical Classic, Birmingham                  | Tier V                                            | 150 000 $                                         | Gazon (ext.)                                      | Claudia Kohde-Kilsch                              | Pam Shriver                                       | 6-2, 6-1                                          | Tableau                                           |
| 9        | 12-06-1989 | Dow Classic, Birmingham                           | Tier V                                            | 150 000 $                                         | Gazon (ext.)                                      | Martina Navrátilová                               | Zina Garrison                                     | 7-6, 6-3                                          | Tableau                                           |
| 10       | 11-06-1990 | Dow Classic, Birmingham                           | Tier IV                                           | 150 000 $                                         | Gazon (ext.)                                      | Zina Garrison                                     | Helena Suková                                     | 6-4, 6-1                                          | Tableau                                           |
| 11       | 10-06-1991 | Dow Classic, Birmingham                           | Tier IV                                           | 150 000 $                                         | Gazon (ext.)                                      | Martina Navrátilová                               | Natasha Zvereva                                   | 6-4, 7-6                                          | Tableau                                           |
| 12       | 08-06-1992 | Dow Classic, Birmingham                           | Tier IV                                           | 150 000 $                                         | Gazon (ext.)                                      | Brenda Schultz                                    | Jenny Byrne                                       | 6-2, 6-2                                          | Tableau                                           |
| 13       | 07-06-1993 | DFS Classic, Birmingham                           | Tier III                                          | 150 000 $                                         | Gazon (ext.)                                      | Lori McNeil                                       | Zina Garrison                                     | 6-4, 2-6, 6-3                                     | Tableau                                           |
| 14       | 06-06-1994 | DFS Classic, Birmingham                           | Tier III                                          | 150 000 $                                         | Gazon (ext.)                                      | Lori McNeil                                       | Zina Garrison                                     | 6-2, 6-2                                          | Tableau                                           |
| 15       | 12-06-1995 | DFS Classic, Birmingham                           | Tier III                                          | 161 250 $                                         | Gazon (ext.)                                      | Zina Garrison                                     | Lori McNeil                                       | 6-3, 6-3                                          | Tableau                                           |
| 16       | 10-06-1996 | DFS Classic, Birmingham                           | Tier III                                          | 164 250 $                                         | Gazon (ext.)                                      | Meredith McGrath                                  | Nathalie Tauziat                                  | 2-6, 6-4, 6-4                                     | Tableau                                           |
| 17       | 09-06-1997 | DFS Classic, Birmingham                           | Tier III                                          | 164 250 $                                         | Gazon (ext.)                                      | Nathalie Tauziat                                  | Yayuk Basuki                                      | 2-6, 6-2, 6-2                                     | Tableau                                           |
| 18       | 08-06-1998 | DFS Classic, Birmingham                           | Tier III                                          | 164 250 $                                         | Gazon (ext.)                                      | NC                                                | NC                                                | pluie                                             | Tableau                                           |
| 19       | 07-06-1999 | DFS Classic, Birmingham                           | Tier III                                          | 180 000 $                                         | Gazon (ext.)                                      | Julie Halard                                      | Nathalie Tauziat                                  | 6-2, 3-6, 6-4                                     | Tableau                                           |
| 20       | 12-06-2000 | DFS Classic, Birmingham                           | Tier III                                          | 170 000 $                                         | Gazon (ext.)                                      | Lisa Raymond                                      | Tamarine Tanasugarn                               | 6-2, 6-77, 6-4                                    | Tableau                                           |
| 21       | 11-06-2001 | DFS Classic, Birmingham                           | Tier III                                          | 170 000 $                                         | Gazon (ext.)                                      | Nathalie Tauziat                                  | Miriam Oremans                                    | 6-3, 7-5                                          | Tableau                                           |
| 22       | 10-06-2002 | DFS Classic, Birmingham                           | Tier III                                          | 170 000 $                                         | Gazon (ext.)                                      | Jelena Dokić                                      | Anastasia Myskina                                 | 6-2, 6-3                                          | Tableau                                           |
| 23       | 09-06-2003 | DFS Classic, Birmingham                           | Tier III                                          | 170 000 $                                         | Gazon (ext.)                                      | Magdalena Maleeva                                 | Shinobu Asagoe                                    | 6-1, 6-4                                          | Tableau                                           |
| 24       | 07-06-2004 | DFS Classic, Birmingham                           | Tier III                                          | 170 000 $                                         | Gazon (ext.)                                      | Maria Sharapova                                   | Tatiana Golovin                                   | 4-6, 6-2, 6-1                                     | Tableau                                           |
| 25       | 06-06-2005 | DFS Classic, Birmingham                           | Tier III                                          | 200 000 $                                         | Gazon (ext.)                                      | Maria Sharapova                                   | Jelena Janković                                   | 6-2, 4-6, 6-1                                     | Tableau                                           |
| 26       | 12-06-2006 | DFS Classic, Birmingham                           | Tier III                                          | 200 000 $                                         | Gazon (ext.)                                      | Vera Zvonareva                                    | Jamea Jackson                                     | 7-612, 7-65                                       | Tableau                                           |
| 27       | 11-06-2007 | DFS Classic, Birmingham                           | Tier III                                          | 200 000 $                                         | Gazon (ext.)                                      | Jelena Janković                                   | Maria Sharapova                                   | 4-6, 6-3, 7-5                                     | Tableau                                           |
| 28       | 09-06-2008 | DFS Classic, Birmingham                           | Tier III                                          | 200 000 $                                         | Gazon (ext.)                                      | Kateryna Bondarenko                               | Yanina Wickmayer                                  | 7-67, 3-6, 7-64                                   | Tableau                                           |
| 29       | 08-06-2009 | Aegon Classic, Birmingham                         | Intern'l                                          | 220 000 $                                         | Gazon (ext.)                                      | Magdaléna Rybáriková                              | Li Na                                             | 6-0, 7-62                                         | Tableau                                           |
| 30       | 07-06-2010 | Aegon Classic, Birmingham                         | Intern'l                                          | 220 000 $                                         | Gazon (ext.)                                      | Li Na                                             | Maria Sharapova                                   | 7-5, 6-1                                          | Tableau                                           |
| 31       | 06-06-2011 | Aegon Classic, Birmingham                         | Intern'l                                          | 220 000 $                                         | Gazon (ext.)                                      | Sabine Lisicki                                    | Daniela Hantuchová                                | 6-3, 6-2                                          | Tableau                                           |
| 32       | 11-06-2012 | Aegon Classic, Birmingham                         | Intern'l                                          | 220 000 $                                         | Gazon (ext.)                                      | Melanie Oudin                                     | Jelena Janković                                   | 6-4, 6-2                                          | Tableau                                           |
| 33       | 10-06-2013 | Aegon Classic, Birmingham                         | Intern'l                                          | 235 000 $                                         | Gazon (ext.)                                      | Daniela Hantuchová                                | Donna Vekić                                       | 7-65, 6-4                                         | Tableau                                           |
| 34       | 09-06-2014 | Aegon Classic, Birmingham                         | Premier                                           | 710 000 $                                         | Gazon (ext.)                                      | Ana Ivanović                                      | Barbora Z. Strýcová                               | 6-3, 6-2                                          | Tableau                                           |
| 35       | 15-06-2015 | Aegon Classic, Birmingham                         | Premier                                           | 665 900 $                                         | Gazon (ext.)                                      | Angelique Kerber                                  | Karolína Plíšková                                 | 6-75, 6-3, 7-64                                   | Tableau                                           |
| 36       | 13-06-2016 | Aegon Classic, Birmingham                         | Premier                                           | 780 900 $                                         | Gazon (ext.)                                      | Madison Keys                                      | Barbora Strýcová                                  | 6-3, 6-4                                          | Tableau                                           |
| 37       | 19-06-2017 | Aegon Classic, Birmingham                         | Premier                                           | 819 940 $                                         | Gazon (ext.)                                      | Petra Kvitová                                     | Ashleigh Barty                                    | 4-6, 6-3, 6-2                                     | Tableau                                           |
| 38       | 18-06-2018 | Nature Valley Classic, Birmingham                 | Premier                                           | 871 028 $                                         | Gazon (ext.)                                      | Petra Kvitová                                     | Magdaléna Rybáriková                              | 4-6, 6-1, 6-2                                     | Tableau                                           |
| 39       | 17-06-2019 | Nature Valley Classic, Birmingham                 | Premier                                           | 941 136 $                                         | Gazon (ext.)                                      | Ashleigh Barty                                    | Julia Görges                                      | 6-3, 7-5                                          | Tableau                                           |
| –        | 2020       | Tournoi annulé à cause de la pandémie de Covid-19 | Tournoi annulé à cause de la pandémie de Covid-19 | Tournoi annulé à cause de la pandémie de Covid-19 | Tournoi annulé à cause de la pandémie de Covid-19 | Tournoi annulé à cause de la pandémie de Covid-19 | Tournoi annulé à cause de la pandémie de Covid-19 | Tournoi annulé à cause de la pandémie de Covid-19 | Tournoi annulé à cause de la pandémie de Covid-19 |
| 40       | 14-06-2021 | Viking Classic Birmingham, Birmingham             | WTA 250                                           | 235 238 $                                         | Gazon (ext.)                                      | Ons Jabeur                                        | Daria Kasatkina                                   | 7-5, 6-4                                          | Tableau                                           |
| 41       | 13-06-2022 | Viking Classic Birmingham, Birmingham             | WTA 250                                           | 251 750 $                                         | Gazon (ext.)                                      | Beatriz Haddad Maia                               | Zhang Shuai                                       | 5-4 ab.                                           | Tableau                                           |
| 42       | 19-06-2023 | Rothesay Classic, Birmingham                      | WTA 250                                           | 259 303 $                                         | Gazon (ext.)                                      | Jeļena Ostapenko                                  | Barbora Krejčíková                                | 7-68, 6-4                                         | Tableau                                           |
| 43       | 17-06-2024 | Rothesay Classic, Birmingham                      | WTA 250                                           | 267 082 $                                         | Gazon (ext.)                                      | Yulia Putintseva                                  | Ajla Tomljanović                                  | 6-1, 7-68                                         | Tableau                                           |
| 44       | 02-06-2025 | Lexus Birmingham Open, Birmingham                 | WTA 125                                           | 115 000 $                                         | Gazon (ext.)                                      | Greet Minnen                                      | Linda Fruhvirtová                                 | 6-2, 6-1                                          | Tableau                                           |

### Double
| No       | Date       | Nom et lieu du tournoi                            | Catégorie                                         | Dotation                                          | Surface                                           | Vainqueures                                       | Finalistes                                        | Score                                             |                                                   |
| -------- | ---------- | ------------------------------------------------- | ------------------------------------------------- | ------------------------------------------------- | ------------------------------------------------- | ------------------------------------------------- | ------------------------------------------------- | ------------------------------------------------- | ------------------------------------------------- |
| 1        | 05-07-1965 | Midland Counties Championships Birmingham         |                                                   | NC                                                | Gazon (ext.)                                      | Margaret Smith Lesley Turner                      | Ann Haydon-Jones Judy Tegart                      | 6-4, 1-6, 6-2                                     | Tableau                                           |
| Ère Open |            |                                                   |                                                   |                                                   |                                                   |                                                   |                                                   |                                                   |                                                   |
| 2        | 07-06-1982 | Edgbaston Cup Birmingham                          | Series 3                                          | 100 000 $                                         | Gazon (ext.)                                      | Jo Durie Anne Hobbs                               | Rosie Casals Wendy Turnbull                       | 6-3, 6-2                                          | Tableau                                           |
| 3        | 06-06-1983 | Edgbaston Cup Birmingham                          |                                                   | 100 000 $                                         | Gazon (ext.)                                      | Billie Jean King Sharon Walsh                     | Beverly Mould Elizabeth Sayers                    | 6-2, 6-4                                          | Tableau                                           |
| 4        | 11-06-1984 | Edgbaston Cup Birmingham                          | VS Tour C2                                        | 125 000 $                                         | Gazon (ext.)                                      | Leslie Allen Anne White                           | Barbara Jordan Elizabeth Sayers                   | 7-5, 6-3                                          | Tableau                                           |
| 5        | 10-06-1985 | Edgbaston Cup Birmingham                          |                                                   | 125 000 $                                         | Gazon (ext.)                                      | Terry Holladay Sharon Walsh                       | Elise Burgin Alycia Moulton                       | 6-4, 5-7, 6-3                                     | Tableau                                           |
| 6        | 09-06-1986 | Edgbaston Cup Birmingham                          |                                                   | 125 000 $                                         | Gazon (ext.)                                      | Elise Burgin Rosalyn Fairbank                     | Elizabeth Smylie Wendy Turnbull                   | 6-2, 6-4                                          | Tableau                                           |
| 7        | 08-06-1987 | Dow Chemical Classic Birmingham                   |                                                   | 150 000 $                                         | Gazon (ext.)                                      | NC                                                | NC                                                | annulé                                            | Tableau                                           |
| 8        | 06-06-1988 | Dow Chemical Classic Birmingham                   | Tier V                                            | 150 000 $                                         | Gazon (ext.)                                      | Larisa Savchenko Natasha Zvereva                  | Leila Meskhi Svetlana Cherneva                    | 6-4, 6-1                                          | Tableau                                           |
| 9        | 12-06-1989 | Dow Classic Birmingham                            | Tier V                                            | 150 000 $                                         | Gazon (ext.)                                      | Larisa Savchenko Natasha Zvereva                  | Meredith McGrath Pam Shriver                      | 7-5, 5-7, 6-0                                     | Tableau                                           |
| 10       | 11-06-1990 | Dow Classic Birmingham                            | Tier IV                                           | 150 000 $                                         | Gazon (ext.)                                      | Larisa Neiland Natasha Zvereva                    | Lise Gregory Gretchen Rush                        | 3-6, 6-3, 6-3                                     | Tableau                                           |
| 11       | 10-06-1991 | Dow Classic Birmingham                            | Tier IV                                           | 150 000 $                                         | Gazon (ext.)                                      | Nicole Provis Elizabeth Smylie                    | Sandy Collins Elna Reinach                        | 6-3, 6-4                                          | Tableau                                           |
| 12       | 08-06-1992 | Dow Classic Birmingham                            | Tier IV                                           | 150 000 $                                         | Gazon (ext.)                                      | Lori McNeil Rennae Stubbs                         | Sandy Collins Elna Reinach                        | 5-7, 6-3, 8-6                                     | Tableau                                           |
| 13       | 07-06-1993 | DFS Classic Birmingham                            | Tier III                                          | 150 000 $                                         | Gazon (ext.)                                      | Lori McNeil Martina Navrátilová                   | Pam Shriver Elizabeth Smylie                      | 6-3, 6-4                                          | Tableau                                           |
| 14       | 06-06-1994 | DFS Classic Birmingham                            | Tier III                                          | 150 000 $                                         | Gazon (ext.)                                      | Zina Garrison Larisa Neiland                      | Catherine Barclay Kerry-Anne Guse                 | 6-4, 6-4                                          | Tableau                                           |
| 15       | 12-06-1995 | DFS Classic Birmingham                            | Tier III                                          | 161 250 $                                         | Gazon (ext.)                                      | Manon Bollegraf Rennae Stubbs                     | Nicole Bradtke Kristine Radford                   | 3-6, 6-4, 6-4                                     | Tableau                                           |
| 16       | 10-06-1996 | DFS Classic Birmingham                            | Tier III                                          | 164 250 $                                         | Gazon (ext.)                                      | Elizabeth Smylie Linda Wild                       | Lori McNeil Nathalie Tauziat                      | 6-3, 3-6, 6-1                                     | Tableau                                           |
| 17       | 09-06-1997 | DFS Classic Birmingham                            | Tier III                                          | 164 250 $                                         | Gazon (ext.)                                      | Katrina Adams Larisa Neiland                      | Nathalie Tauziat Linda Wild                       | 6-2, 6-3                                          | Tableau                                           |
| 18       | 08-06-1998 | DFS Classic Birmingham                            | Tier III                                          | 164 250 $                                         | Gazon (ext.)                                      | Els Callens Julie Halard                          | Lisa Raymond Rennae Stubbs                        | 2-6, 6-4, 6-4                                     | Tableau                                           |
| 19       | 07-06-1999 | DFS Classic Birmingham                            | Tier III                                          | 180 000 $                                         | Gazon (ext.)                                      | Corina Morariu Larisa Neiland                     | Alexandra Fusai Inés Gorrochategui                | 6-4, 6-4                                          | Tableau                                           |
| 20       | 12-06-2000 | DFS Classic Birmingham                            | Tier III                                          | 170 000 $                                         | Gazon (ext.)                                      | Rachel McQuillan Lisa McShea                      | Cara Black Irina Selyutina                        | 6-3, 7-65                                         | Tableau                                           |
| 21       | 11-06-2001 | DFS Classic Birmingham                            | Tier III                                          | 170 000 $                                         | Gazon (ext.)                                      | Cara Black Elena Likhovtseva                      | Kimberly Po Nathalie Tauziat                      | 6-1, 6-2                                          | Tableau                                           |
| 22       | 10-06-2002 | DFS Classic Birmingham                            | Tier III                                          | 170 000 $                                         | Gazon (ext.)                                      | Shinobu Asagoe Els Callens                        | Kimberly Po Nathalie Tauziat                      | 6-4, 6-3                                          | Tableau                                           |
| 23       | 09-06-2003 | DFS Classic Birmingham                            | Tier III                                          | 170 000 $                                         | Gazon (ext.)                                      | Els Callens Meilen Tu                             | Alicia Molik Martina Navrátilová                  | 7-5, 6-4                                          | Tableau                                           |
| 24       | 07-06-2004 | DFS Classic Birmingham                            | Tier III                                          | 170 000 $                                         | Gazon (ext.)                                      | Maria Kirilenko Maria Sharapova                   | Lisa McShea Milagros Sequera                      | 6-2, 6-1                                          | Tableau                                           |
| 25       | 06-06-2005 | DFS Classic Birmingham                            | Tier III                                          | 200 000 $                                         | Gazon (ext.)                                      | Daniela Hantuchová Ai Sugiyama                    | Eléni Daniilídou Jennifer Russell                 | 6-2, 6-3                                          | Tableau                                           |
| 26       | 12-06-2006 | DFS Classic Birmingham                            | Tier III                                          | 200 000 $                                         | Gazon (ext.)                                      | Jelena Janković Li Na                             | Jill Craybas Liezel Huber                         | 6-2, 6-4                                          | Tableau                                           |
| 27       | 11-06-2007 | DFS Classic Birmingham                            | Tier III                                          | 200 000 $                                         | Gazon (ext.)                                      | Chan Yung-jan Chuang Chia-jung                    | Sun Tiantian Meilen Tu                            | 7-63, 6-3                                         | Tableau                                           |
| 28       | 09-06-2008 | DFS Classic Birmingham                            | Tier III                                          | 200 000 $                                         | Gazon (ext.)                                      | Cara Black Liezel Huber                           | Séverine Beltrame Virginia Ruano Pascual          | 6-2, 6-1                                          | Tableau                                           |
| 29       | 08-06-2009 | Aegon Classic Birmingham                          | Intern'l                                          | 220 000 $                                         | Gazon (ext.)                                      | Cara Black Liezel Huber                           | Raquel Kops-Jones Abigail Spears                  | 6-1, 6-4                                          | Tableau                                           |
| 30       | 07-06-2010 | Aegon Classic Birmingham                          | Intern'l                                          | 220 000 $                                         | Gazon (ext.)                                      | Cara Black Lisa Raymond                           | Liezel Huber Bethanie Mattek-Sands                | 6-3, 3-2 ab.                                      | Tableau                                           |
| 31       | 06-06-2011 | Aegon Classic Birmingham                          | Intern'l                                          | 220 000 $                                         | Gazon (ext.)                                      | Olga Govortsova Alla Kudryavtseva                 | Sara Errani Roberta Vinci                         | 1-6, 6-1, [10-5]                                  | Tableau                                           |
| 32       | 11-06-2012 | Aegon Classic Birmingham                          | Intern'l                                          | 220 000 $                                         | Gazon (ext.)                                      | Tímea Babos Hsieh Su-wei                          | Liezel Huber Lisa Raymond                         | 7-5, 6-72, [10-8]                                 | Tableau                                           |
| 33       | 10-06-2013 | Aegon Classic Birmingham                          | Intern'l                                          | 235 000 $                                         | Gazon (ext.)                                      | Ashleigh Barty Casey Dellacqua                    | Cara Black Marina Erakovic                        | 7-5, 6-4                                          | Tableau                                           |
| 34       | 09-06-2014 | Aegon Classic Birmingham                          | Premier                                           | 710 000 $                                         | Gazon (ext.)                                      | Raquel Kops-Jones Abigail Spears                  | Ashleigh Barty Casey Dellacqua                    | 7-61, 6-1                                         | Tableau                                           |
| 35       | 15-06-2015 | Aegon Classic Birmingham                          | Premier                                           | 665 900 $                                         | Gazon (ext.)                                      | Garbiñe Muguruza Carla Suárez Navarro             | Andrea Hlaváčková Lucie Hradecká                  | 6-4, 6-4                                          | Tableau                                           |
| 36       | 13-06-2016 | Aegon Classic Birmingham                          | Premier                                           | 780 900 $                                         | Gazon (ext.)                                      | Karolína Plíšková Barbora Strýcová                | Vania King Alla Kudryavtseva                      | 6-3, 7-61                                         | Tableau                                           |
| 37       | 19-06-2017 | Aegon Classic Birmingham                          | Premier                                           | 819 940 $                                         | Gazon (ext.)                                      | Ashleigh Barty Casey Dellacqua                    | Chan Hao-ching Zhang Shuai                        | 6-1, 2-6, [10-8]                                  | Tableau                                           |
| 38       | 18-06-2018 | Nature Valley Classic Birmingham                  | Premier                                           | 871 028 $                                         | Gazon (ext.)                                      | Tímea Babos Kristina Mladenovic                   | Elise Mertens Demi Schuurs                        | 4-6, 6-3, [10-8]                                  | Tableau                                           |
| 39       | 17-06-2019 | Nature Valley Classic Birmingham                  | Premier                                           | 941 163 $                                         | Gazon (ext.)                                      | Hsieh Su-wei Barbora Strýcová                     | Anna-Lena Grönefeld Demi Schuurs                  | 6-4, 64-7, [10-8]                                 | Tableau                                           |
| –        | 2020       | Tournoi annulé à cause de la pandémie de Covid-19 | Tournoi annulé à cause de la pandémie de Covid-19 | Tournoi annulé à cause de la pandémie de Covid-19 | Tournoi annulé à cause de la pandémie de Covid-19 | Tournoi annulé à cause de la pandémie de Covid-19 | Tournoi annulé à cause de la pandémie de Covid-19 | Tournoi annulé à cause de la pandémie de Covid-19 | Tournoi annulé à cause de la pandémie de Covid-19 |
| 40       | 14-06-2021 | Viking Classic Birmingham Birmingham              | WTA 250                                           | 235 238 $                                         | Gazon (ext.)                                      | Lucie Hradecká Marie Bouzková                     | Ons Jabeur Ellen Perez                            | 6-4, 2-6, [10-8]                                  | Tableau                                           |
| 41       | 13-06-2022 | Viking Classic Birmingham Birmingham              | WTA 250                                           | 251 750 $                                         | Gazon (ext.)                                      | Lyudmyla Kichenok Jeļena Ostapenko                | Elise Mertens Zhang Shuai                         | forfait                                           | Tableau                                           |
| 42       | 19-06-2023 | Rothesay Classic Birmingham                       | WTA 250                                           | 259 303 $                                         | Gazon (ext.)                                      | Marta Kostyuk Barbora Krejčíková                  | Storm Hunter Alycia Parks                         | 6-2, 7-67                                         | Tableau                                           |
| 43       | 17-06-2024 | Rothesay Classic Birmingham                       | WTA 250                                           | 267 082 $                                         | Gazon (ext.)                                      | Hsieh Su-wei Elise Mertens                        | Miyu Kato Zhang Shuai                             | 6-1, 6-3                                          | Tableau                                           |
| 44       | 02-06-2025 | Lexus Birmingham Open Birmingham                  | WTA 125                                           | 115 000 $                                         | Gazon (ext.)                                      | Destanee Aiava Cristina Bucșa                     | Alicia Barnett Elixane Lechemia                   | 6-4, 6-2                                          | Tableau                                           |

## Palmarès messieurs

### Simple
| No | Date       | Nom et lieu du tournoi | Catégorie      | Dotation       | Surface         | Vainqueur      | Finaliste       | Score          |                |
| -- | ---------- | ---------------------- | -------------- | -------------- | --------------- | -------------- | --------------- | -------------- | -------------- |
| 1  | 19-06-1978 | , Birmingham           |                | 175 000 $      | Gazon (ext.)    | Jimmy Connors  | Raúl Ramírez    | 6-3, 6-1, 6-2  |                |
|    | 1979-1990  | Pas de tournoi         | Pas de tournoi | Pas de tournoi | Pas de tournoi  | Pas de tournoi | Pas de tournoi  | Pas de tournoi | Pas de tournoi |
| 2  | 04-11-1991 | , Birmingham           | World Series   | 450 000 $      | Moquette (int.) | Michael Chang  | Guillaume Raoux | 6-3, 6-2       |                |

### Double
| No | Date       | Nom et lieu du tournoi | Catégorie      | Dotation       | Surface         | Vainqueurs                    | Finalistes                    | Score                   |                |
| -- | ---------- | ---------------------- | -------------- | -------------- | --------------- | ----------------------------- | ----------------------------- | ----------------------- | -------------- |
| 1  | 19-06-1978 | , Birmingham           |                | 175 000 $      | Gazon (ext.)    | Dick Stockton Erik van Dillen | José Luis Clerc Belus Prajoux | 4-6, 6-1, 3-6, 8-6, 6-3 |                |
|    | 1979-1990  | Pas de tournoi         | Pas de tournoi | Pas de tournoi | Pas de tournoi  | Pas de tournoi                | Pas de tournoi                | Pas de tournoi          | Pas de tournoi |
| 2  | 04-11-1991 | , Birmingham           | World Series   | 450 000 $      | Moquette (int.) | Jacco Eltingh Paul Wekesa     | Ronnie Båthman Rikard Bergh   | 7-5, 7-5                |                |